# الموسم الخامس (رواية)
الموسم الخامس هي رواية فنتازيا علمية من إصدارات 2015 للكاتبة نورا جيميسين. استحقت جائزة هوغو لأفضل رواية لعام 2016. تعتبر الرواية المجلد الأول من سلسلة الأرض المتحطمة،  يليها بوابة المسلة والسماء الحجرية.

## عن الرواية
تجري أحداث رواية الموسم الخامس على كوكب يحوي قارة عظمى وحيدة على أرضة وتسمى قارة «السكون». خلال كل بضعة قرون يمر على سكانها حدث جيولوجي كبير يسمونه «الموسم الخامس» إذ يصبح فيه المناخ في وضعٍ كارثي.